# Euploea mouhotii
Euploea mouhotii är en fjärilsart som beskrevs av Moore 1883. Euploea mouhotii ingår i släktet Euploea och familjen praktfjärilar. Inga underarter finns listade i Catalogue of Life.